# Toronto Islands

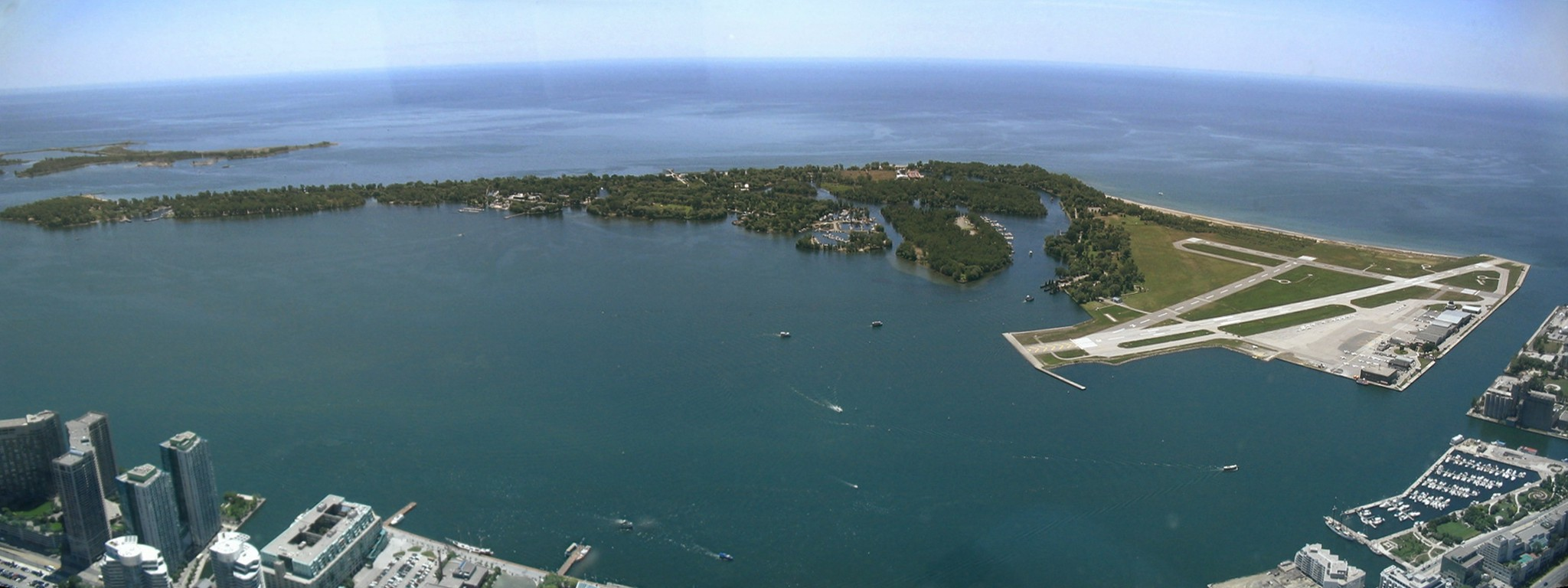
Blick auf die Toronto Islands vom CN Tower

Die Toronto Islands sind eine dem Zentrum von Toronto, Kanada, vorgelagerte Inselgruppe im Ontariosee. Sie sind überwiegend als Parklandschaft angelegt und gehören administrativ zum Stadtteil Old Toronto (Downtown Core). Ursprünglich handelte es sich um eine Halbinsel, die 1858 bei einem schweren Sturm durch die Flutwellen des Don River vom Festland getrennt wurde. Die Inseln wurden in den vergangenen Jahrzehnten durch Landgewinnung deutlich vergrößert. Der von den Inseln eingeschlossene Bereich bildet den Hafen von Toronto mit der umgestalteten Harbourfront an der Festlandseite. An der nordwestlichen Ecke der Inseln befindet sich der Stadtflughafen (Regionalflughafen) von Toronto (Flughafen Toronto-City).
Bereits im frühen 19. Jahrhundert hielt man die große Bedeutung der Toronto Islands sowohl für Zugvögel als auch für erholungsbedürftige Städter fest. Jährlich besuchen über 1,2 Millionen Menschen die Toronto Islands. Auf dem Gibraltar Point steht die älteste Sehenswürdigkeit Torontos, der 1832 erbaute Leuchtturm Gibraltar Point Lighthouse.

## Einrichtungen der Inselgruppe
Vorwiegend dient die Inselgruppe der Erholung und Touristenattraktionen. Es befinden sich auf der Insel mehrere Einrichtungen:
Erholungspark
Im Zentrum der Insel befindet sich ein Vergnügungspark (Centreville) für Kinder. Er wurde im Jahr 1967 eröffnet und hat eine kleine Kindereisenbahn und weitere Fahrattraktionen und Restaurants. Der Park ist in den Sommermonaten täglich geöffnet.
Strände

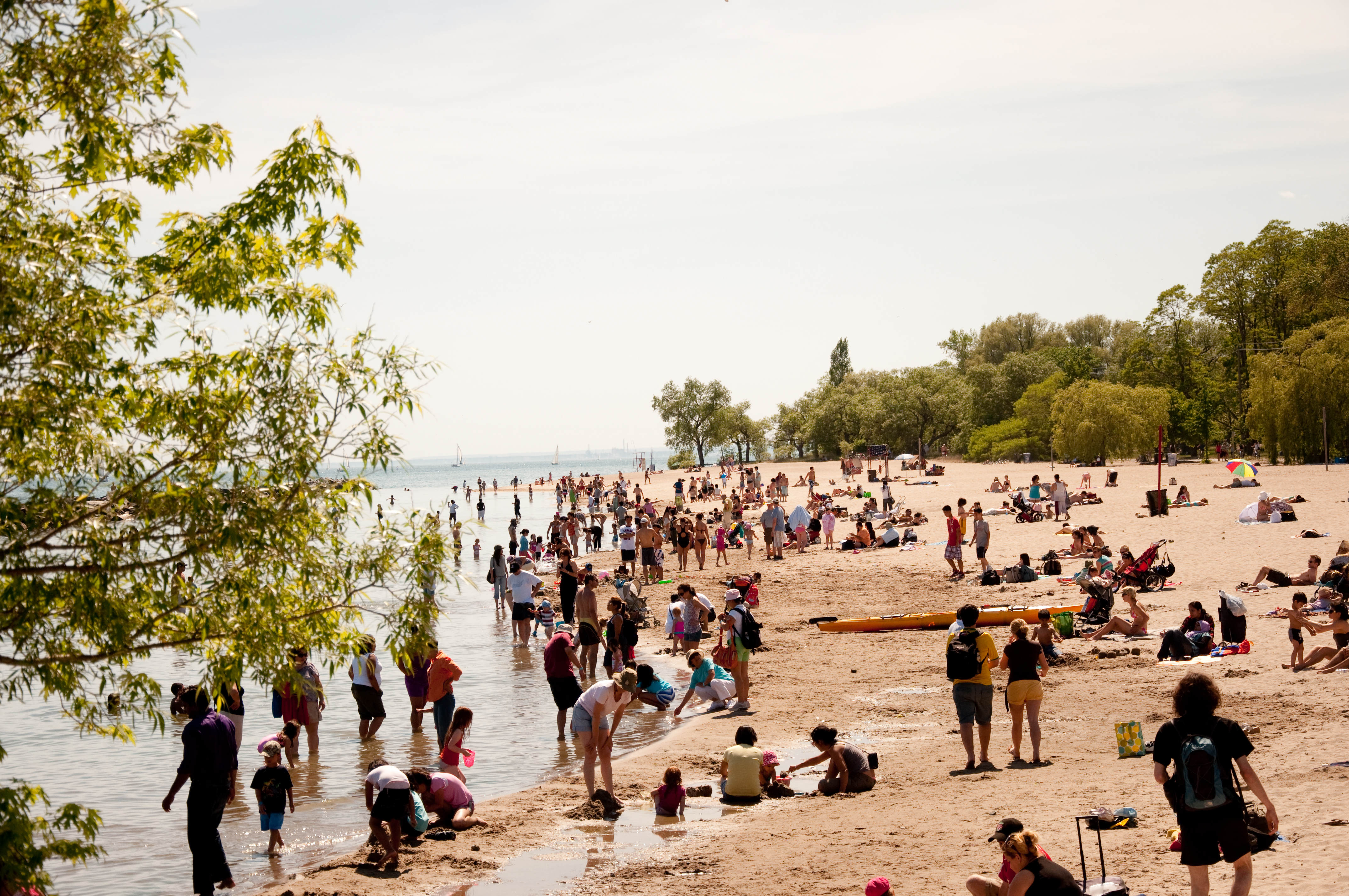
Ein Strand auf Toronto Island (2010)

Es gibt mehrere Strände auf der Insel, darunter die Centre Island Beach, Manitou Beach, Gibraltar Point Beach, Hanlan's Point Beach und Ward's Island Beach.
Yachtclubs
Auf der Insel befinden sich vier Yachtclubs: der Harbour City Yacht Club, Island Yacht Club, Queen City Yacht Club und der Royal Canadian Yacht Club. Darüber hinaus mehrere kleinere Clubs wie beispielsweise der Toronto Island Sailing Club, der Sunfish Cut Boat Club und der Toronto Island Canoe Club. Es wird jährlich das Toronto International Dragon Boat Race Festival abgehalten.
Wohngebiet
Auf der Insel befindet sich ein kleines Wohngebiet mit rund 260 Häusern, vorwiegend im östlichen Gebiet konzentriert, bei Ward's Island und Algonquin Island. Gemäß Toronto Islands Residential Community Stewardship Act gelten strikte gesetzliche Vorgaben, die Kauf und Verkauf dieser Häuser regeln. Des Weiteren befinden sich eine Schule und eine Kirche sowie weitere kleinere Versorgungseinrichtungen auf den Inseln.
Fähren

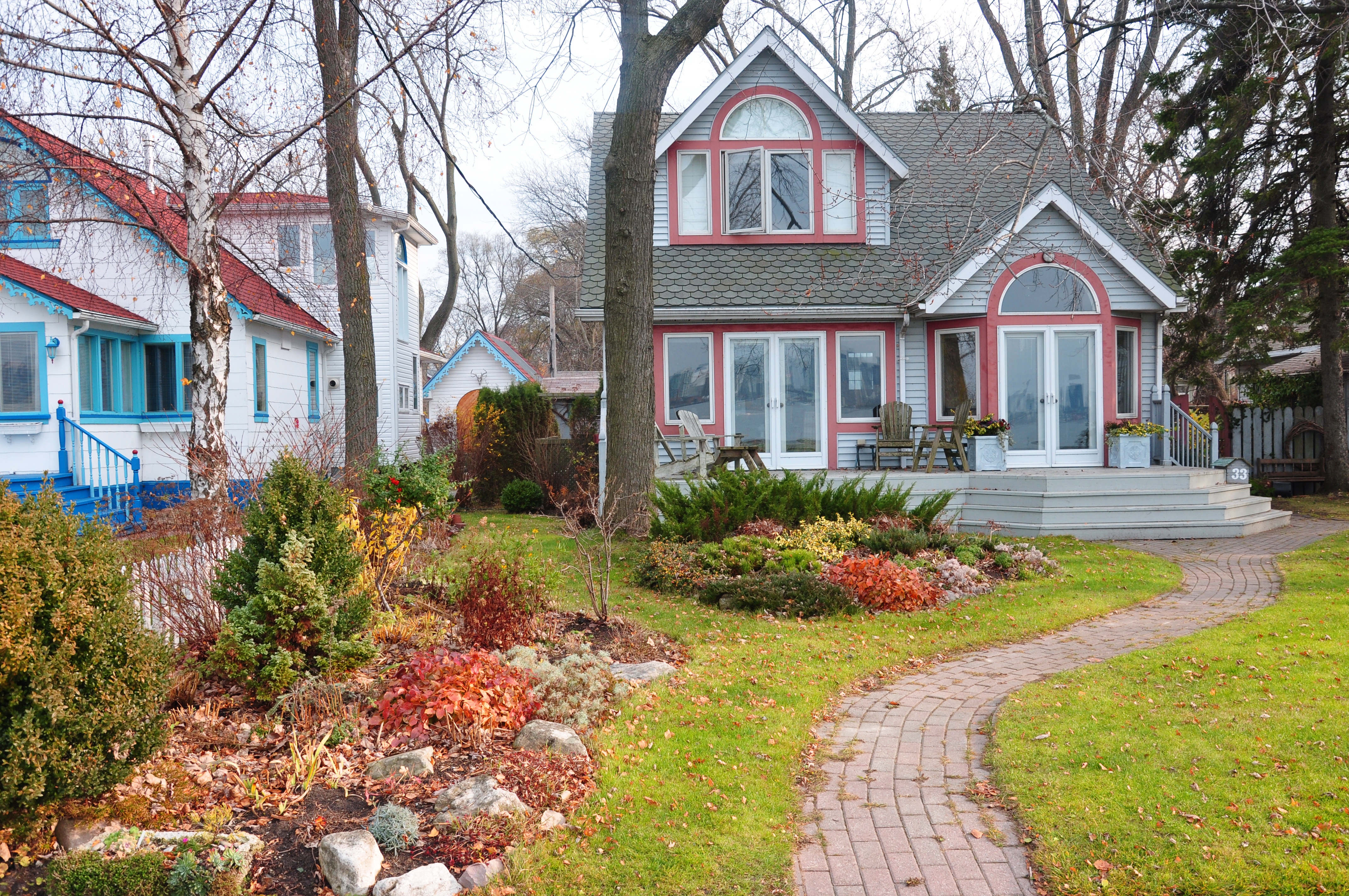
Eines der Familienhäuser auf Algonquin Island

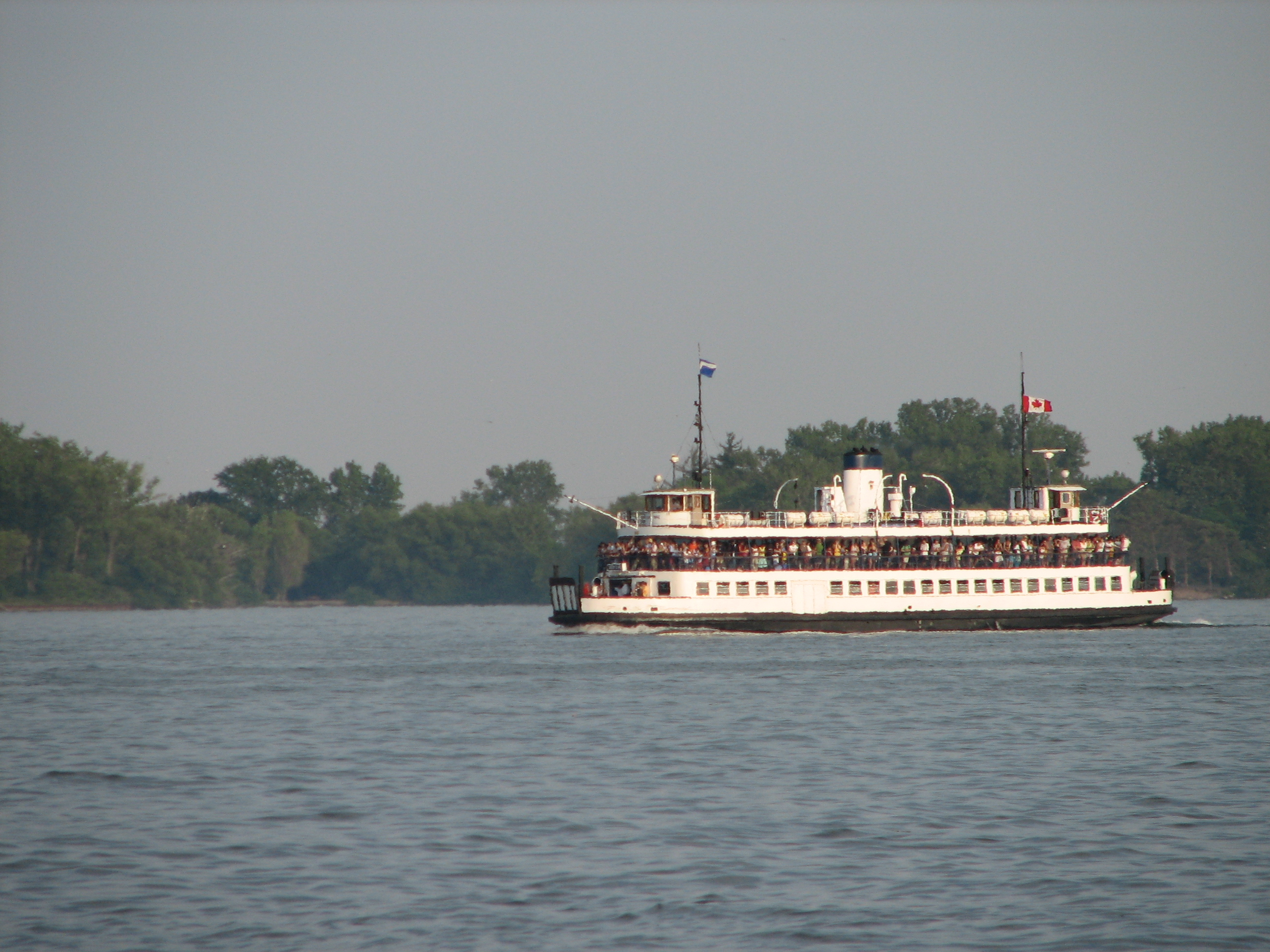
Eine der Fähren, die die Inseln mit dem Festland verbinden

Die Inseln sind nur mit Fähren und Wassertaxis erreichbar; es bestehen drei Fährverbindungen. Von der Zentralanlegestelle an der Harbourfront werden Hanlan's Point, Centre Island Park und Ward's Island angefahren. Daneben gibt es eine Fährverbindung für den Flugplatz an der Bathurst Street; sie soll durch eine Tunnelverbindung für Fußgänger ersetzt werden. Es gibt keine direkte Zufahrt zum Flughafen innerhalb der Insel. Des Weiteren betreiben mehrere Yachtclubs einen eigenen Transportdienst für Mitglieder und Touristen.
Verkehrsinfrastruktur
Die Inseln sind für den privaten motorisierten Verkehr gesperrt. Die Straßen auf der Insel sind weitgehend befestigt und es können Fahrräder ausgeliehen werden. Es gibt ein Linienbusnetz.

## Persönlichkeiten
- Matthew Ferguson (* 1973), kanadischer Schauspieler
- Ivy Mairi (* 1988), kanadische Sängerin und Songwriterin